# Merawang (Lingga)
Merawang is een bestuurslaag in het regentschap Lingga van de provincie Riau-archipel, Indonesië. Merawang telt 870 inwoners (volkstelling 2010).